# 34249 Leolo
34249 Leolo è un asteroide della fascia principale. Scoperto nel 2000, presenta un'orbita caratterizzata da un semiasse maggiore pari a 2,7239710 au e da un'eccentricità di 0,1340474, inclinata di 5,03367° rispetto all'eclittica.